# Wolrad Eberle
Wolrad Eberle (ur. 4 maja 1908 we Fryburgu Bryzgowijskim, zm. 13 maja 1949 w Kolonii) – niemiecki lekkoatleta (wieloboista), medalista olimpijski z 1932.
Zdobył brązowy medal w dziesięcioboju na igrzyskach olimpijskich w 1932 w Los Angeles, za Jamesem Bauschem ze Stanów Zjednoczonych i Akillesem Järvinenem z Finlandii. Ustanowił wówczas rekord Niemiec wynikiem 8030,805 punktów (według obecnej punktacji 6661 punktów).
Na Akademickich Mistrzostwach Świata w 1933 w Turynie zdobył srebrny medal w pięcioboju lekkoatletycznym. Zajął 6. miejsce w dziesięcioboju na pierwszych mistrzostwach Europy w 1934 w Turynie.
Był mistrzem Niemiec w dziesięcioboju w 1932 oraz wicemistrzem w 1930, 1933 i 1934.
Zmarł w następstwie obrażeń, jakich doznał w obozie jenieckim w ZSRR.